# Coupe d'Océanie des nations de futsal
La Coupe d'Océanie des nations de futsal est une compétition de futsal se déroulant tous les deux ans et organisée par la Confédération du football d'Océanie. L'Australie est l'équipe la plus titrée avec cinq titres remportés.

## Histoire

### Qualificatif pour le Mondial et domination australienne (1992-2004)
En 1992, comme l'Asie, l'Amérique du Sud et l'Europe, l'OFC organise un tournoi continental pour déterminer son représentant à la Coupe du monde 1992 en fin d'année. Les qualifications de l'OFC sont les seules à se jouer en match aller-retour et opposent trois nations : l'Australie, le Vanuatu et la Nouvelle-Zélande. Les Australiens remportent largement leurs quatre rencontres.
En 1996, le tournoi est à nouveau dominé par l'équipe australienne, qui gagne son ticket pour le Mondial. Au Vanuatu, elle bat ses trois concurrents (Vanuatu, Fidji et Samoa) avec 69 buts inscrits contre huit encaissés, et six victoires en autant de matchs.
L'épreuve qualificative pour la Coupe du monde 2000 a lieu fin août 1999 au Vanuatu. L'Australie domine encore le tournoi sans difficultés alors que sept nations participent à cette troisième édition qui se joue en match simple.
En juillet 2004, six sélections océaniennes se dispute le titre océanien et l'unique place attribuée à cette région pour le Championnat du Monde. La sélection australienne de futsal fait honneur à son statut. Sur ses terres, elle n'a aucun mal à décrocher son billet pour le Mondial : cinq victoires en autant de match pour 20 buts marqué et aucun encaissé.

## Palmarès

### Par édition
| Édition | Lieu                       | Champion             | Deuxième           | Troisième          | Quatrième                 | Part | Qual. CdM |
| ------- | -------------------------- | -------------------- | ------------------ | ------------------ | ------------------------- | ---- | --------- |
| 1992    | Brisbane, Australie        | Australie            | Vanuatu            | Nouvelle-Zélande   |                           | 3    | oui       |
| 1996    | Port Vila, Vanuatu         | Australie (2)        | Vanuatu            | Fidji              | Samoa                     | 4    | oui       |
| 2000    | Port Vila, Vanuatu         | Australie (3)        | Fidji              | Vanuatu            | Papouasie-Nouvelle-Guinée | 7    | oui       |
| 2004    | Canberra, Australie        | Australie (4)        | Nouvelle-Zélande   | Vanuatu            | Fidji                     | 6    | oui       |
| 2008    | Suva, Fidji                | Îles Salomon         | Tahiti             | Vanuatu            | Nouvelle-Zélande          | 7    | oui       |
| 2009    | Suva, Fidji                | Îles Salomon (2)     | Fidji              | Vanuatu            | Nouvelle-Calédonie        | 4    | -         |
| 2010    | Suva, Fidji                | Îles Salomon (3)     | Fidji              | Nouvelle-Zélande   | Vanuatu                   | 7    | -         |
| 2011    | Suva, Fiji                 | Îles Salomon (4)     | Tahiti             | Nouvelle-Zélande   | Vanuatu                   | 8    | oui       |
| 2013    | Auckland, Nouvelle-Zélande | Australie (5)        | Malaisie           | Nouvelle-Zélande   | Tahiti                    | 8    | -         |
| 2014    | Paita, Nouvelle-Calédonie  | Malaisie             | Nouvelle-Calédonie | Nouvelle-Zélande   | Tahiti                    | 5    | -         |
| 2016    | Suva, Fidji                | Îles Salomon (5)     | Nouvelle-Zélande   | Tahiti             | Vanuatu                   | 6    | oui       |
| 2019    | Païta, Nouvelle-Calédonie  | Îles Salomon (6)     | Nouvelle-Zélande   | Tahiti             | Nouvelle-Calédonie        | 8    |           |
| 2022    | Suva, Fidji                | Nouvelle-Zélande     | Îles Salomon       | Nouvelle-Calédonie | Fidji                     | 8    |           |
| 2023    | Auckland, Nouvelle-Zélande | Nouvelle-Zélande (2) | Tahiti             | Îles Salomon       | Fidji                     | 8    | oui       |

### Palmarès par pays
| Nation                    | Champion                               | Deuxième               | Troisième                         | Quatrième             |
| ------------------------- | -------------------------------------- | ---------------------- | --------------------------------- | --------------------- |
| Îles Salomon              | 6 (2008, 2009, 2010, 2011, 2016, 2019) | 1 (2022)               | 1 (2023)                          |                       |
| Australie                 | 5 (1992*, 1996, 1999, 2004*, 2013)     |                        |                                   |                       |
| Nouvelle-Zélande          | 2 (2022, 2023*)                        | 3 (2004, 2016, 2019)   | 5 (1992, 2010, 2011, 2013*, 2014) | 1 (2008)              |
| Malaisie                  | 1 (2014)                               | 1 (2013)               |                                   |                       |
| Tahiti                    |                                        | 3 (2008, 2011, 2023)   | 2 (2016, 2019)                    | 2 (2013, 2014)        |
| Fidji                     |                                        | 3 (1999, 2009*, 2010*) | 1 (1996)                          | 3 (2004, 2022*, 2023) |
| Vanuatu                   |                                        | 2 (1992, 1996*)        | 4 (1999*, 2004, 2008, 2009)       | 3 (2010, 2011, 2016)  |
| Nouvelle-Calédonie        |                                        | 1 (2014*)              | 1 (2022)                          | 2 (2009, 2019*)       |
| Samoa                     |                                        |                        |                                   | 1 (1996)              |
| Papouasie-Nouvelle-Guinée |                                        |                        |                                   | 1 (1999)              |

* = pays hôte